# ベン・ナナスカ
ベン・ナナスカ（Ben Nanasca、1954年12月29日）はフィリピンの男子アルペンスキー選手。
1972年札幌オリンピックにいとこにあたるフアン・シプリアーノのともにフィリピンから初だけでなく熱帯諸国から初の冬季オリンピック出場を果たした。競技では回転で棄権となっているが大回転は42位になっている。